# Loch Awe (sjö i Storbritannien, Argyll and Bute)
Loch Awe är en sjö i Storbritannien.   Den ligger i kommunen Argyll and Bute och riksdelen Skottland, i den nordvästra delen av landet, 600 km nordväst om huvudstaden London. Loch Awe ligger 34 meter över havet. Arean är 39 kvadratkilometer. I omgivningarna runt Loch Awe växer i huvudsak blandskog. Den sträcker sig 25,1 kilometer i nord-sydlig riktning, och 24,7 kilometer i öst-västlig riktning.